# Kostel Narození Panny Marie (Chroboly)
Kostel Narození Panny Marie v Chrobolech je kulturní památka České republiky, dříve farní kostel farnosti Chroboly, od 1. ledna 2020 filiální kostel farnosti Prachatice. Kostel je obklopen hřbitovem, obehnaným ohradní zdí s márnicí. Po levé straně vchodu na hřbitov je další kulturní památka, a to sousoší svatého Jana Nepomuckého z 2. poloviny 18. století.

## Historie
První písemná zmínka o farním kostele ve Chrobolech pochází z roku 1360. V letech 1754 až 1758 byl původně gotický kostel barokně upraven, rozšířen a zvýšen, byla zvětšená okna a odstraněn dřevěný kůr. Do té doby jehlancová střecha získala cibulový tvar podle návrhu stavitele J. F. Fortina. Původní sakristie, přiléhající k presbytáři na severní straně, byla v roce 1892 zbořená a zůstala z ní pouze chodba vedoucí ke kazatelně. Roli sakristie převzala bývalá márnice, přiléhající k presbytáři na protější jižní straně. Z gotické stavební fáze zůstalo dochováno obvodové zdivo ve hmotě stávajícího, kamenný sanktuář s kovanou mřížkou za hlavním oltářem, žulová křtitelnice, almužní sloupek a profilované ostění kamenného portálu chodby vedoucí na kazatelnu.

## Architektura
Kostel je jednolodní orientovaná stavba s užším trojboce uzavřeným presbyteriem a hranolovou věží zapuštěnou do jihozápadního nároží stavby. Interiér je zaklenut valeně s výsečemi, loď široká 10,63 metry a dlouhá 15,65 metrů má v západní části kruchtu nesenou dvěma zděnými pilíři, která je přístupná točitým schodištěm ve věži. Presbyterium je 9,86 metrů hluboké a 5,72 metry široké a přiléhá k němu na jihu sakristie a na severu chodba ke kazatelně. V ose západního a jižního průčelí jsou nízké předsíně.

## Zařízení kostela
Zařízení kostela je rokokové. Na hlavním oltáři je pozdně gotická socha Madony. V kněžišti jsou boční oltáře zasvěcené svaté Anně a svatému Janu Nepomuckému. V chrámové lodi jsou oltáře svatého Linharta a svatého Josefa, pozdně gotický kamenný odpustkový sloupek, středověká kamenná křtitelnice a náhrobník z roku 1703.